# Cenflumarin op Antwerpen Linkeroever
GO! De Scheepvaartschool - Cenflumarin is een school voor secundair onderwijs in Antwerpen), een van de twee secundaire scholen in Vlaanderen waar een maritieme opleiding wordt geboden, en de enige school voor een opleiding in de binnenvaart. Cenflumarin is de afkorting van Centrum voor Fluvio-Maritieme Instructie.

## Opleiding
De school leidt op voor beroepen in de kleine handelsvaart (schepen tot 3.000 BRT), op baggerschepen en sleepboten (tot 200 mijl uit de kust), de nautische diensten van de Vlaamse overheid, e.a. Met een diploma van deze school kan men aan de slag als wachtoverste (2e/3e officier) en uiteindelijk doorgroeien tot kapitein of hoofdwerktuigkundige. 
De school heeft nog een specifieke bijkomende opleiding: binnenvaart en estuaire vaart (beperkte kustvaart). Met het BSO-diploma Rijn- en Binnenvaart van Cenflumarin kan men in de binnenvaart terecht als schipper. Er kan hier een zevende jaar aan worden toegevoegd, waardoor met het diploma een officiersfunctie kan worden uitgeoefend aan boord van binnenschepen, die ook voor estuaire vaart worden gebruikt.
Anders dan in de zeevaartschool kunnen de leerlingen in Cenflumarin les volgen op TSO- en BSO-niveau. De school biedt daarnaast ook externe opleidingen aan (GMDSS, Radar, VHF) en werkt samen met VDAB en met SYNTRA. Vanaf het derde jaar dragen de leerlingen een uniform.
De school was vroeger gehuisvest in gebouwen van Fort Sint-Marie te Zwijndrecht (eigendom van het ministerie van Defensie), maar verhuisde in november 2015 naar Antwerpen Linkeroever.

### Richtingen
De volgende maritieme opleidingen worden aangeboden:
- Maritieme technieken dek
- Maritieme technieken motor - werktuigkunde
- Rijn- en binnenvaart
- Eerste graad metaal Rijn- en binnenvaart
- Beperkte kustvaart

### Internaat
Op dezelfde campus hebben de leerlingen van Cenflumarin de mogelijkheid om te verblijven in het internaat De Spits op Linkeroever en het Tehuis voor Schipperskinderen te Antwerpen.

### Vloot
De school bezit verschillende schepen:
- de Themis II, een kempenaar (55m op 7,20m) die onder de naam Romata gebouwd werd in 1965. SKB/Antwerpen bouwde het om in een volwaardig schoolschip en het is nu in dienst sinds 10 oktober 2002.
- de Brabo 6 en de Brabo 7 zijn bootjes met een lengte van 9 meter bij een breedte van 2,30 m, gebouwd in 1966 op de inmiddels verdwenen scheepswerf 'Meintjes' op Antwerpen-linkeroever. Ze zijn voorzien van een 'Perkins'-motor van 45 kW. Vroeger werden ze ingezet in de haven als hulp bij het aanmeren van de grote zeeschepen. In de school worden ze gebruikt in de eigen afgesloten haven om vaartechnieken aan te leren. Meestal voor de studenten tot het 3e jaar.
- de Nele, die vroeger deel uitmaakte van de vloot van de politie en douane in de haven van Antwerpen. Met dit vaartuig worden door de leerlingen van de 2e graad BSO en TSO dagreizen gemaakt in de omgeving van de school.
- vier roeiboten voor roei- en wrikwerk, waarvan er twee kunnen worden opgetuigd voor zeilinstructie.

De schepen hebben allemaal ongeveer dezelfde functie als welke de Azymut had, al hebben ze elk hun specialiteit per studierichting. Deze schepen horen dan ook niet bij alle richtingen, maar zijn zo opgedeeld dat elke richting één schip heeft waar de leerlingen praktisch alles op kunnen leren.

### Activiteiten
Verschillende extra specialisaties zijn mogelijk:
- verder oefenen in de machinekamer via simulatie: leren omgaan met scheepsmachines, opstarten van motoren, verschillende machines bestuderen enz.
- varen met duwvaartbakken: aanleren van de basisvaardigheden zoals het aan- en afkoppelen van een duwbak en met de losse bak varen.
- varen met chemische stoffen: verschillende soorten stoffen leren kennen, waarvoor ze dienen, wat de gevaren zijn en hoe ze moeten worden aangebracht; dit ter voorbereiding op het ADNR-examen.
- de school beschikt over 2 verschillende simulatoren: binnenscheepvaart, werktuigkunde aan boord, GMDSS, radar.